# Universitat de Turība
La Universitat de Turība BAT (anteriorment anomenada com l'Escola d'Administració d'Empreses TURIBA) (en letó: Biznesa augstskola "Turība") és una institució d'educació superior i la més gran escola de negocis a Letònia amb 3.500 alumnes al curs de l'any 2014 / 2015 i 12000 graduats. La Universitat va ser fundada el 1993. La seu principal la té a Riga i compta amb quatre filials situades a Liepāja, Cēsis, Talsi i Jēkabpils.

## Facultats
La universitat consta de 4 facultats amb 25 programes totals d'estudi:
- Administració d'Empreses (degà - Vita Zariņa, Dr.oec, professor)
- Dret (degà - Ingrīda Veikša, Dr.iur, Asoc professor)
- Turisme Internacional (degà - Agita Doniņa, MBA, professor)
- Comunicació (degà - Andris Pētersons, Mg.hist, Dr.sc.soc, Asoc professor)[2]

Turiba s'ha convertit en la primera institució d'educació superior a la regió del Bàltic i els països escandinaus, que ha rebut l'acreditació i l'alta valoració per experts reconeguts internacionalmentper part de l'Organització Mundial de Turisme agència de Nacions Unides pel seu programa d'estudies de Gestió de Turisme i Hospitalitat d'Empreses i Gestió de Turisme d'Estratègia.